# فيليب جي. هودج
فيليب جي. هودج (بالإنجليزية: Philip G. Hodge)‏ هو مهندس أمريكي، ولد في 9 نوفمبر 1920 في نيو هيفن في الولايات المتحدة، وتوفي في 11 نوفمبر 2014 في سانيفال في الولايات المتحدة.